# Ivo Miro Jović
Ivo Miro Jović (Čapljina, 15 de julio de 1950) exmiembro croata de la presidencia tripartita de Bosnia y Herzegovina. Fue elegido para el cargo por la Asamblea Parlamentaria de Bosnia y Herzegovina el 9 de mayo de 2005 y su mandato acabó el 6 de noviembre de 2006. Habla alemán, está casado y tiene 3 hijos.

## Carrera política
Graduado en Historia por la Universidad de Sarajevo. Fue profesor en Ilijaš y Kiseljak. 
Su entrada en política data de 1997, cuando de la mano de la Unión Demócrata Croata de Bosnia y Herzegovina fue propuesto para un cargo en el Cantón de Bosnia Central. 
En 1999, entró en el gobierno federal de su país, como Viceministro de Cultura, cargo que ocupó hasta 2001. 
Un año más tarde, en 2002, fue elegido miembro de la Casa de Representantes del Parlamento de Bosnia y Herzegovina.
- Datos: Q560051
- Multimedia: Ivo Miro Jović / Q560051